# Mathias Eichinger
Mathias Eichinger (* 12. November 1954 in Aschaffenburg) ist ein deutscher Volleyball-Trainer.

## Werdegang
Mathias Eichinger spielte aktiv Volleyball in Grafenau und München-Schwabing. Seine Trainerkarriere begann er beim SV Lohhof als Assistenztrainer von Andrzej Niemczyk. Gleichzeitig wurde er auch Bundestrainer der Juniorinnen. 1984 wurde Eichinger Cheftrainer beim Bundesligisten CJD Feuerbach und hatte mit dem Gewinn der deutschen Vizemeisterschaft 1987 und 1988, dem Gewinn der Deutschen Meisterschaft 1989 und 1990 sowie dem viermaligen Gewinn des DVV-Pokals 1987–1990 seine größten Erfolge. 1989/90 war er auch Nationaltrainer der Frauen. Weitere Trainerstationen waren der MTV Stuttgart 1990/91, erneut CJD Feuerbach 1991/92, der TSV Grafenau 1992/93, DJK Karbach 1993–1995, der Schweriner SC 1995/96, Gulet Wien 1996/97, der TV Creglingen 1997–2000, die Roten Raben Vilsbiburg 2000/01, Volley Cats Berlin 2001/02 und der SSV Ulm 1846 2002–2004 mit dem Eichinger erneut Deutscher Meister und DVV-Pokalsieger wurde. Von 2004 bis 2008 trainierte Eichinger Longa 59 Lichtenvoorde in den Niederlanden und wurde hier 2005 niederländischer Meister und Pokalsieger. Von 2008 bis 2010 war Eichinger Trainer der Männer vom TV Bühl, mit denen 2009 der Aufstieg in die Bundesliga gelang. 2011/12 war er Trainer der Zweitligafrauen vom FTSV Straubing und in der Saison 2015/16 trainierte er den Drittligisten TSV Deggendorf.